# Henrik Gustafsson (politiker)
Henrik Tobias Gustafsson Wiencke, född 11 januari 1988 i Mörrums församling i Blekinge län, är före detta informations- och presschef för Sverigedemokraterna. Gustafsson är grundare av PR-byrån GW Consulting Group.

## Politisk karriär
Gustafsson började sin politiska karriär 2010 då han valdes in i kommunfullmäktige i Karlshamns kommun för Sverigedemokraterna. Han valdes till gruppledare i kommunfullmäktige och till ordförande i kommunföreningen. Han blev medlem 2009 och senare ordförande för SDU i Blekinge och sekreterare för SD Blekinge.
Gustafsson blev senare en person inom Sverigedemokraternas kommunikationsstrategi. Han utmanade också den dåvarande ledningen för SDU tillsammans med Paula Bieler, Louise Erixon och Markus Wiechel mot den då sittande styrelsen med personer de bedömde som radikala.
Henrik Gustafsson har även från 2014 jobbat som press- och kommunikationschef för partiet i Bryssel.

### Avgå Dan Eliasson
Henrik Gustafsson har varit inblandad i flera uppmärksammade kampanjer under sin tid som presschef för Sverigedemokraterna. En av de mest kända[källa behövs] är "Avgå Dan Eliasson", som startades 2017 i samband med att dåvarande rikspolischefen Dan Eliasson fick mycket kritik för sin hantering av polisens arbete under terrordådet på Drottninggatan i Stockholm.